# Olesia Rykhliuk
Olesia Rykhliuk (em ucraniano: Олеся Рихлюк, Kiev, 11 de Dezembro de 1987) é uma jogadora de voleibol ucraniana e joga na posição de oposta, tem  1,96 m  de estatutra, com alcance no ataque de 310 cm e  no bloqueio de 295 cm.

## Clubes
| Clube                 | De        | A         |
| --------------------- | --------- | --------- |
| Jinestra Odessa       | 2002-2003 | 2009-2010 |
| Sirio Perugia         | 2010-2011 | 2010-2011 |
| Beşiktaş İstanbul     | jan 2011  | mai 2011  |
| IBK Altos             | 2011-2012 | 2012-2013 |
| Voléro Zurich         | 2013-2014 | 2016-2017 |
| Beşiktaş İstanbul     | 2017-2018 | 2018-2019 |
| Galatasaray İstanbul  | 2019-2029 | 2020-2021 |
| Kuzeyboru GSK         | 2021-2022 | 2021-2022 |
| Çukurova Belediyespor | 2022-2023 | 2022-2023 |
| SC Prometey           | 2022-2023 |           |

## Conquistas
- Campeonato Ucraniano
  - 2003, 2004.
- Campeonato Sul-coreano
  - 2013.
- Copa da Suíça
  - 2014, 2015.
- Campeonato Suíço
  - 2014, 2015.

### Premiações Individuais
- Campeonato Mundial de Clubes 2015 : Melhor Atacante[1]

## Ligações Externas
- (em inglês) Perfil de Olesia Rykhliuk no site da CEV
- (em italiano) Perfil de Olesia Rykhliuk no site da liga italiana
- (em alemão) Perfil no site do Voléro Zurich